# Maghaberry
Maghaberry is een plaats in het Noord-Ierse County Antrim.
Maghaberry telt 1692 inwoners. Van de bevolking is 88,9% protestant en 6,7% katholiek.